# Tylophora dorgelonis
Tylophora dorgelonis är en oleanderväxtart som beskrevs av Reinier Cornelis Bakhuizen van den Brink. Tylophora dorgelonis ingår i släktet Tylophora och familjen oleanderväxter. Inga underarter finns listade i Catalogue of Life.